# 世話
| ウィキペディアには「世話」という見出しの百科事典記事はありません（タイトルに「世話」を含むページの一覧/「世話」で始まるページの一覧）。 代わりにウィクショナリーのページ「世話」が役に立つかもしれません。 |